# Свічка, яскрава як сонце
«Свічка, яскрава як сонце» (латис. «Saulessvece») — радянський художній фільм 1986 року, знятий на Ризькій кіностудії.

## Сюжет
Головний герой фільму — Юріс, дуже уважний і чутливий хлопчик. Він живе в сільському районі Латвії. Місцеві жителі вважають дитину завзятим пустуном. Разом зі своїм другом Марісом вони придумують все нові і нові витівки. За його мамою доглядає дядько Яніс. Сусідська дівчинка Агія боїться, що після весілля вони поїдуть в місто і заберуть Юріса з собою. Хлопчик знайшов у лісі дуже красиву квітку і мріє подарувати її нареченим. Він доглядає за нею і зі своїм другом охороняє її від диких звірів. Але найважче — це зберегти в таємниці заповітне місце, щоб до весілля про «сонячну свічку» не впізнала жодна жива душа.

## У ролях
- Гатіс Репеліс — Юріс
- Маріс Стреліс — Маріс
- Елла Оша — Агія
- Байба Бумбіере — Анна
- Едгар Сукурс — тракторист
- Яніс Яранс — Скрастіньш
- Болеслав Ружс — епізод

## Знімальна група
- Сценарій: Алвіс Лапіньш
- Режисер: Луція Лочмеле
- Оператор: Раймондс Рітумс
- Художник: Ієва Романова
- Композитори: Імантс Калниньш, Мартіньш Браунс